# Gau de Halle-Merseburg
El Gau de Halle-Merseburg (Gau Halle-Merseburg) va ser una divisió administrativa de l'Alemanya nazi de 1933 a 1945 a la província prussiana de Saxònia. Abans d'això, de 1925 a 1933, era la subdivisió regional del partit nazi en aquesta zona.
El sistema nazi de Gau (en plural Gaue) va ser establert originalment en una conferència del partit, el 22 de maig de 1926, per tal de millorar l'administració de l'estructura del partit. A partir de 1933, després de la presa de poder nazi, els Gaue va reemplaçar cada vegada més als estats alemanys com a subdivisions administratives a Alemanya.
Al capdavant de cada Gau es va situar un Gauleiter, una posició cada vegada més poderosa, especialment després de l'esclat de la Segona Guerra Mundial, amb poca interferència des de dalt. El Gauleiter local freqüentment ocupava càrrecs governamentals i de partit, i s'encarregava, entre altres coses, de la propaganda i la vigilància i, a partir de setembre de 1944, el Volkssturm i la defensa de la Gau.
La posició de Gauleiter a Halle-Merseburg va ser inicialment ocupada per Walter Ernst de 1925 a 1926, seguit de Paul Hinkler de 1926 a 1931 i Rudolf Jordan de 1931 a 1937. Joachim Albrecht Eggeling va ser l'últim gauleiter, ocupant el lloc de 1937 a 1945. Els dos primers Gauleiter, Ernst i Hinkler, tots dos van morir en el darrer mes de la guerra, el primer el van matar en acció, i l'altre es va suïcidar. Jordan, el tercer Gauleiter, va ser sentenciat a 25 anys de presó a la Unió Soviètica després de la guerra, però va ser alliberat el 1955 i va morir el 1988. Va publicar la seva autobiografia sobre el seu temps com Gauleiter i en captivitat, en que no mostrava cap mostra que estigués disposat a assumir la responsabilitat dels fets en l'Alemanya nazi. Eggeling, intentant evitar la destrucció de la ciutat de Halle, va sol·licitar sense èxit el lideratge nazi a l'abril de 1945 per no permetre la defensa de la ciutat. Després de la negativa, Eggeling es va disparar el 15 d'abril de 1945 i la ciutat va ser ocupada per l'exèrcit nord-americà el 19 d'abril.

## Gauleiters
- 1925-1936: Walter Ernst
- 1926-1931: Paul Hinkler
- 1931-1937: Rudolf Jordan
- 1937-1945: Joachim Albrecht Eggeling